# Francisco de Amberes
Francisco de Amberes est un peintre et sculpteur espagnol du XVe et XVIe siècles, né à Tolède d'après Ceán Bermúdez.

## Biographie
Francisco de Amberes est connu pour ses travaux dans la cathédrale de Tolède.
Le cardinal Cisneros entreprend de faire réaliser le retable de la chapelle majeure (Capilla Mayor) de la cathédrale à partir de 1497. Il en confie la réalisation aux meilleurs artistes de Tolède : Rodrigo Alemán, Felipe Bigarny, Juan de Borgoña, Petit Juan, Copín de Holanda, Sebastián de Almonacid, Francisco de Amberes et aux maîtres de l'œuvre Enrique Egas et Pedro de Gumiel.
Le 5 novembre 1500, à Alcalá de Henares, à la demande de l'archevêque de Tolède, il accepte un contrat avec Hernando del Rincón, Juan de Borgoña et Frutos Flores pour peindre la prédelle du maître-autel de chapelle majeure.
Il peint en 1502 les panneaux du retable de San Eugenio. Il a participé avec Juan de Borgoña et d'autres à la mise en peinture du retable du maître-autel de la cathédrale, terminée en 1504. Les mêmes ont aussi réalisés dix petits tableaux pour sa custode. On lui a aussi attribué les peintures du retable de la chapelle de la Conception. Il a installé en 1507 avec Juan de Bruselas et Lorenzo Gurricio les écus d'armes et les décorations qui étaient sur la frise et sur la porte de la salle capitulaire d'hiver. Entre 1508 et 1510, il a peint avec Juan de Borgoña et Juan de Villoldo les tableaux du retable de la chapelle mozarabe.